# Stock Car Pro Series

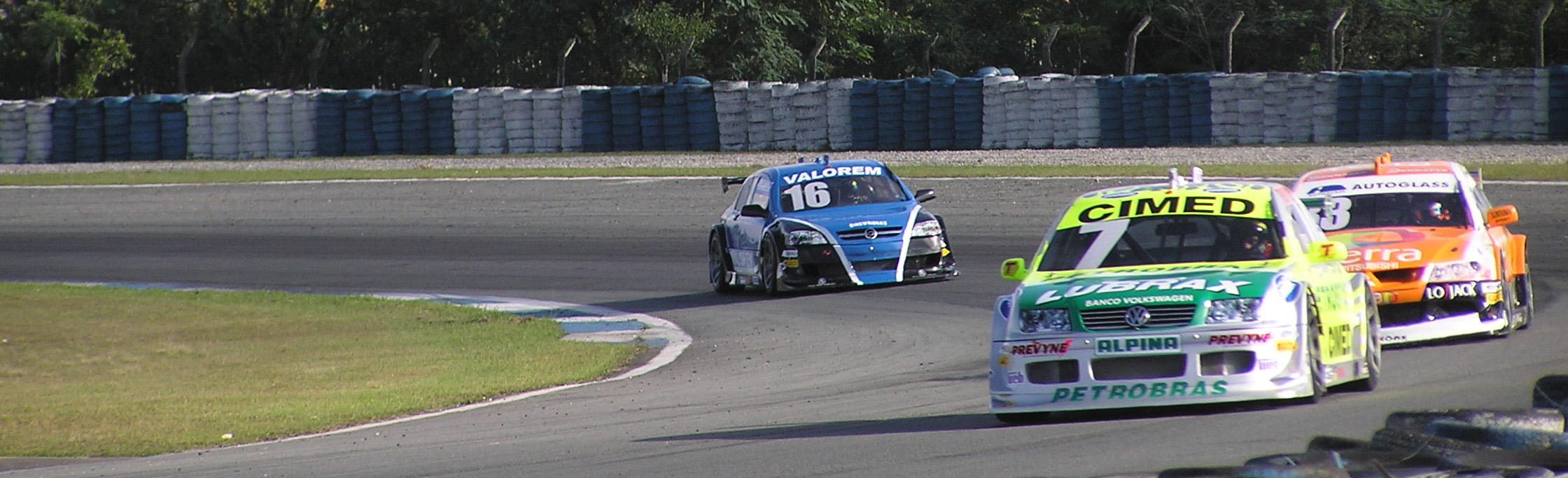
Szene aus einem Rennen in Curitiba 2006

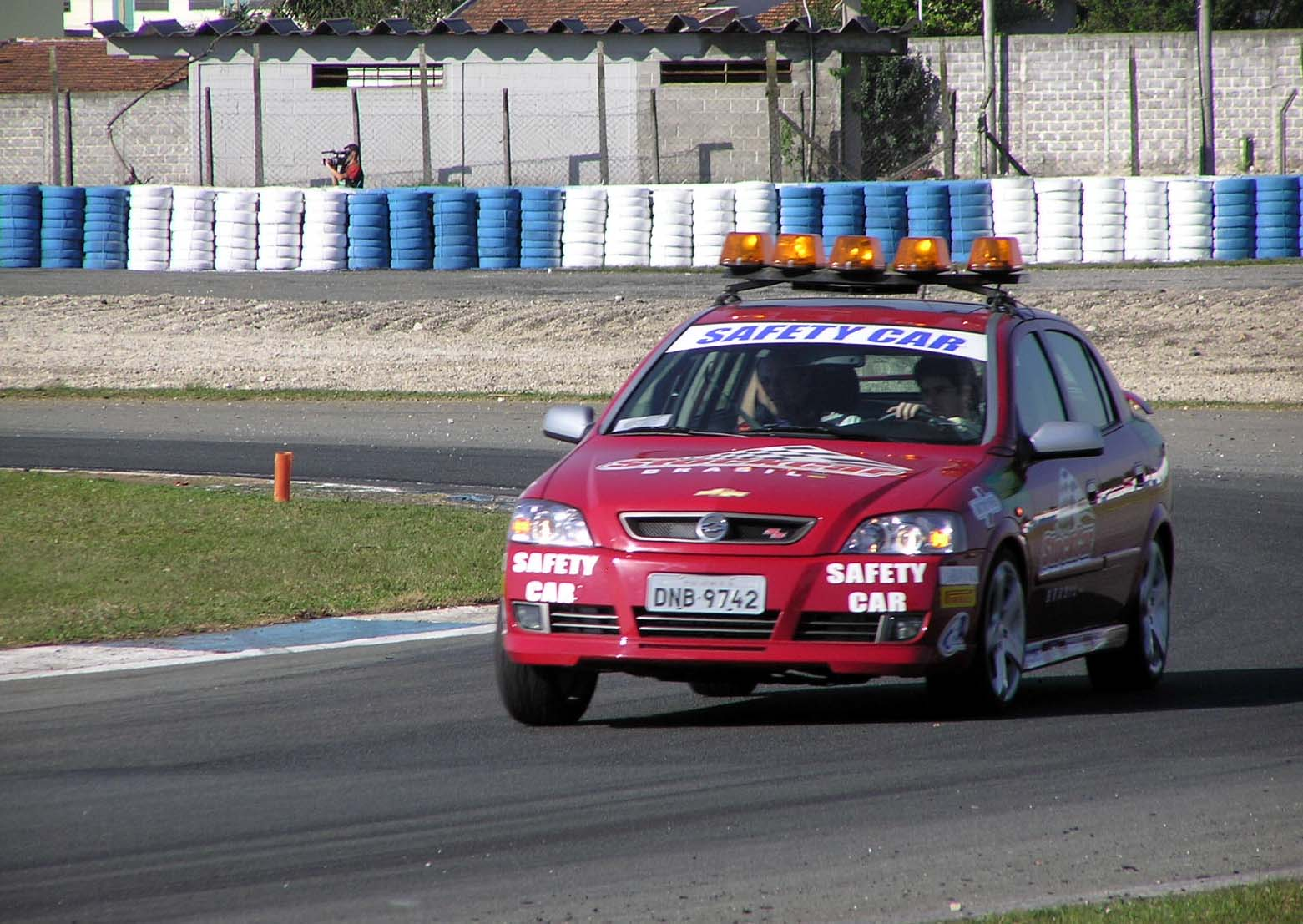
Das Safety Car der Rennserie

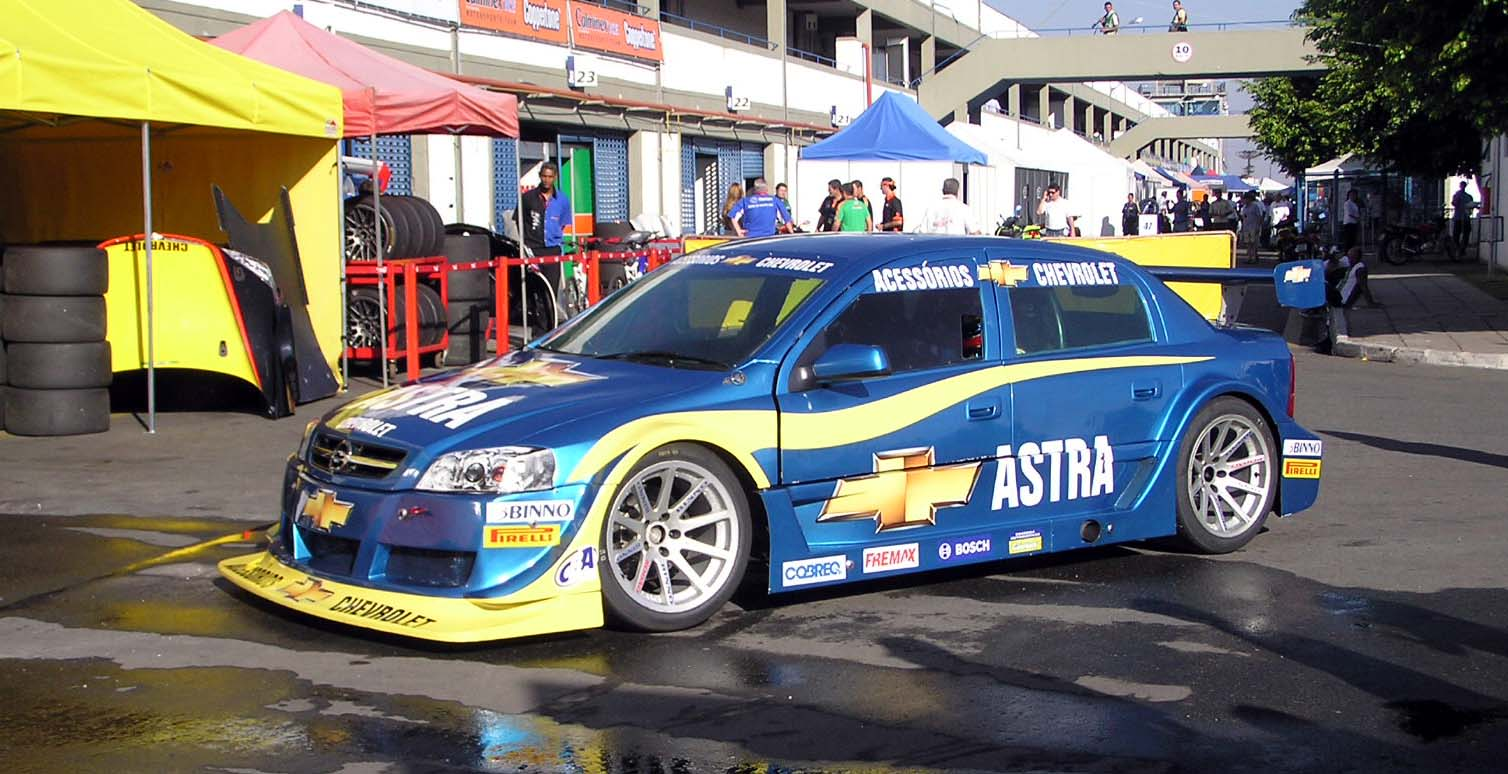
Das Pace Car der Rennserie

Die Stock Car Pro Series (früherer Name: Stock Car Brasil oder auch Campeonato Brasileiro de Stock Car) ist eine brasilianische Autorennserie, die auf einem Rundkurs mit fester Fahrbahn ausgetragen wird.

## Geschichte
Das erste Rennen fand am 22. April 1979 auf dem Autódromo de Tarumã in Rio Grande do Sul mit 19 Fahrzeugen statt. Das Rennen wurde von Affonso Giaffone gewonnen. Meister wurde Paulo Gomes.
1982 fand zum ersten Mal ein Rennen außerhalb Brasiliens statt, nämlich auf dem Circuito do Estoril in Portugal.
Von 1979 bis 2007 war Pirelli der Reifenlieferant der Serie. Seit 2008 liefert Goodyear die Reifen.

## Reglement

### Fahrzeuge
Die Fahrzeuge orientieren sich an den Tourenwagen, wie sie in der V8 Supercar verwendet werden. Seit 1979 starten Fahrer und Fahrzeuge in den Klassen Stock Car V8 und Stock Car V8 light sowie Stock Car Junior. Für diese Klassen bestehen sehr detaillierte Spezifikationen der Fahrzeuge.
Seit 2010 ist Ethanol statt Benzin als Kraftstoff vorgeschrieben. Außerdem haben die Motoren seitdem eine elektronische Kraftstoffeinspritzung statt eines Vergasers.

### Punktesystem
|          | Punkte | Punkte | Punkte | Punkte | Punkte | Punkte | Punkte | Punkte | Punkte | Punkte | Punkte | Punkte | Punkte | Punkte | Punkte | Punkte | Punkte | Punkte | Punkte | Punkte |
| Position | 1.     | 2.     | 3.     | 4.     | 5.     | 6.     | 7.     | 8.     | 9.     | 10.    | 11.    | 12.    | 13.    | 14.    | 15.    | 16.    | 17.    | 18.    | 19.    | 20.    |
| -------- | ------ | ------ | ------ | ------ | ------ | ------ | ------ | ------ | ------ | ------ | ------ | ------ | ------ | ------ | ------ | ------ | ------ | ------ | ------ | ------ |
| Rennen 1 | 30     | 24     | 22     | 19     | 17     | 15     | 14     | 13     | 12     | 11     | 10     | 9      | 8      | 7      | 6      | 5      | 4      | 3      | 2      | 1      |
| Rennen 2 | 24     | 20     | 18     | 17     | 16     | 15     | 14     | 13     | 12     | 11     | 10     | 9      | 8      | 7      | 6      | 5      | 4      | 3      | 2      | 1      |

#### Super Final
Bis zur Saison 2011 qualifizierten sich die besten zehn Fahrer für ein „Super Final“, in dessen Rahmen vier Rennen mit einem eigenen Punktesystem ausgetragen wurden.
| Position | 1.          | 2.          | 3.          | 4.          | 5.          | 6.          | 7.          | 8.          | 9.          | 10.         |
| -------- | ----------- | ----------- | ----------- | ----------- | ----------- | ----------- | ----------- | ----------- | ----------- | ----------- |
| Punkte   | +225 Punkte | +220 Punkte | +216 Punkte | +214 Punkte | +212 Punkte | +210 Punkte | +209 Punkte | +208 Punkte | +207 Punkte | +206 Punkte |

## Strecken
Die Rennen finden meist auf Rundstrecken statt. 2009 wurde zum ersten Mal ein Rennen auf einem Stadtkurs (Salvador Street Circuit) ausgetragen. 2022 folgte das erste Rennen auf einem Flugplatzkurs (Flughafen Rio de Janeiro-Galeão)
In der Saison 2022 wurde auf folgenden Strecken gefahren:
- Autódromo José Carlos Pace (Interlagos), São Paulo, SP (seit 1979)
- Autódromo Internacional Ayrton Senna, Goiânia, GO (1979–1981, 1983–2001, 2004, seit 2014)
- Velopark, Nova Santa Rita, RS (2010–2019, 2022)
- Flughafen Rio de Janeiro-Galeão, Rio de Janeiro, RJ (2022)
- Autódromo Internacional de Santa Cruz do Sul, Santa Cruz do Sul, RS (2005–2011, 2014–2019, seit 2021)
- Autodromo Velo Citta, Mogi Guaçu, SP (seit 2017)

Auf den folgenden Strecken wurden in der Vergangenheit ebenfalls Rennen ausgetragen:
- Autódromo Internacional Virgílio Távora, Fortaleza, CE (letztes Rennen: 1979)
- Circuito do Estoril, Estoril, Portugal (1982)
- Autódromo José Carlos Pace (Interlagos), São Paulo, SP (alte 8-km-Strecke; letztes Rennen: 1989)
- Autódromo Internacional de Guaporé, Guaporé, RS (letztes Rennen: 2002)
- Autódromo Internacional Nelson Piquet (Jacarepaguá), Rio de Janeiro, RJ (ganzer Kurs; letztes Rennen: 2005)
- Autódromo Internacional de Tarumã, Viamão, RS (letztes Rennen: 2009)
- Autódromo Internacional Nelson Piquet (Jacarepaguá), Rio de Janeiro, RJ (kurze Strecke; letztes Rennen: 2012)
- Salvador Street Circuit, Salvador, BA (letztes Rennen: 2014)
- Autódromo Internacional Nelson Piquet, Brasília, DF (letztes Rennen: 2014)
- Ribeirão Preto Street Circuit, Ribeirão Preto, SP (letztes Rennen: 2015)
- Circuito dos Cristais, Curvelo, MG (letztes Rennen: 2017)
- Autódromo Internacional Orlando Moura, Campo Grande, MS (letztes Rennen: 2019)
- Autódromo Internacional Ayrton Senna, Londrina, PR (letztes Rennen: 2020)
- Autódromo Internacional de Curitiba, Pinhais, PR (letztes Rennen: 2021)
- Autódromo Internacional de Cascavel, Cascavel, PR (letztes Rennen: 2021)

## Bekannte Fahrer
Rekordmeister ist Ingo Hoffmann mit zwölf Meisterschaften. Zu den ehemaligen Formel-1-Teilnehmern, die in der Rennserie gefahren sind oder noch fahren, zählen Rubens Barrichello, Luciano Burti, Christian Fittipaldi, Tarso Marques, Felipe Massa, Antonio Pizzonia, Bruno Senna, Jacques Villeneuve, Lucas di Grassi und Ricardo Zonta. Barrichello konnte die Serie in den Jahren 2014 und 2022 gewinnen.

## Meister
In Klammern die Anzahl der gewonnenen Meisterschaften.
| Jahr | Fahrer                                  |
| ---- | --------------------------------------- |
| 1979 | Paulo Gomes                             |
| 1980 | Ingo Hoffmann                           |
| 1981 | Affonso Giaffone                        |
| 1982 | Alencar Jr.                             |
| 1983 | Paulo Gomes (2)                         |
| 1984 | Paulo Gomes (3)                         |
| 1985 | Ingo Hoffmann (2)                       |
| 1986 | Marcos Garcia                           |
| 1987 | Zeca Giaffone                           |
| 1988 | Fábio Sotto Mayor                       |
| 1989 | Ingo Hoffmann (3)                       |
| 1990 | Ingo Hoffmann (4)                       |
| 1991 | Ingo Hoffmann (5) / Ângelo Giombelli    |
| 1992 | Ingo Hoffmann (6)/ Ângelo Giombelli (2) |
| 1993 | Ingo Hoffmann (7)/ Ângelo Giombelli (3) |
| 1994 | Ingo Hoffmann (8)                       |
| 1995 | Paulo Gomes (4)                         |
| 1996 | Ingo Hoffmann (9)                       |
| 1997 | Ingo Hoffmann (10)                      |
| 1998 | Ingo Hoffmann (11)                      |
| 1999 | Chico Serra                             |
| 2000 | Chico Serra (2)                         |
| 2001 | Chico Serra (3)                         |
| 2002 | Ingo Hoffmann (12)                      |
| 2003 | David Muffato                           |
| 2004 | Giuliano Losacco                        |
| 2005 | Giuliano Losacco (2)                    |
| 2006 | Cacá Bueno                              |
| 2007 | Cacá Bueno (2)                          |
| 2008 | Ricardo Maurício                        |
| 2009 | Cacá Bueno (3)                          |
| 2010 | Max Wilson                              |
| 2011 | Cacá Bueno (4)                          |
| 2012 | Cacá Bueno (5)                          |
| 2013 | Ricardo Maurício (2)                    |
| 2014 | Rubens Barrichello                      |
| 2015 | Marcos Gomes                            |
| 2016 | Felipe Fraga                            |
| 2017 | Daniel Serra                            |
| 2018 | Daniel Serra (2)                        |
| 2019 | Daniel Serra (3)                        |
| 2020 | Ricardo Maurício (3)                    |
| 2021 | Gabriel Casagrande                      |
| 2022 | Rubens Barrichello (2)                  |